# Fred Kerley
Fredrick Kerley dit Fred Kerley (né le 7 mai 1995 à Taylor) est un athlète américain, spécialiste des épreuves de sprint, champion du monde du 100 m en 2022 à Eugene et vice-champion olympique en 2021 à Tokyo sur la même distance.
Il fait partie des trois athlètes, avec son compatriote Michael Norman et le Sud-africain Wayde van Niekerk, à être descendus à la fois sous les 10 secondes sur 100 mètres, sous les 20 secondes sur 200 mètres et sous les 44 secondes sur 400 mètres.

## Biographie

### Enfance et débuts en athlétisme
Fred Kerley part habiter chez sa tante à l'âge de deux ans avec ses quatre frères et sœurs lorsque son père est incarcéré. Au lycée, il brille au football américain et au basket, mais une fracture d’une clavicule le pousse définitivement vers l'athlétisme.
En 2016, il s'adjuge la médaille d'or du relais 4 × 100 mètres lors des championnats d'Amérique du Nord, d'Amérique centrale et des Caraïbes espoirs.

### Première médaille aux championnats du monde (2017)
En 2017, il descend pour la première fois de sa carrière sous les 45 secondes sur 400 mètres en établissant le temps de 44 s 85 en salle, à College Station, le 11 mars 2017, puis 44 s 60 en plein air, à Waco le 22 avril 2017. Étudiant à l'Université A&M du Texas, il remporte les titres NCAA 2017 du 400 m et du relais 4 x 400 m, en plein air et en salle. Le 12 mai 2017, à Columbia, il porte son record personnel à 44 s 09, puis descend pour la première fois de sa carrière sous les 44 secondes en réalisant 43 s 70 le 26 mai à Austin. Il devient à cette occasion le septième meilleur performeur de tous les temps sur 400 m. Le 24 juin 2017, il est sacré champion des États-Unis du 400 m en 44 s 03. Lors des championnats du monde 2017, à Londres, Kerley se classe 7e de l'épreuve du 400 m puis remporte la médaille d'argent de l'épreuve du relais 4 × 400 m en compagnie de ses compatriotes Wilbert London, Gil Roberts et Michael Cherry.
Le 4 mars 2018, à l'occasion de la finale du relais 4 x 400 m des championnats du monde en salle de Birmingham, il s'empare de la médaille d'argent en 3 min 1 s 97, signant un nouveau record d'Amérique du Nord, d'Amérique centrale et des Caraïbes. Ce temps, en dessous de l'ancien record du monde (3 min 02 s 13) est battu par la Pologne, qui remporte l'or en 3 min 01 s 77. Kerley et ses coéquipiers devancent pour la médaille de bronze l'équipe de Belgique (3 min 02 s 51, record national).
Kerley remporte ensuite l'épreuve du 400 m de la Ligue de diamant 2018 en s'imposant lors des meetings de Rome (44 s 33, record personnel), de Birmingham (45 s 54), ainsi que la finale à Zurich (44 s 80).

### Champion du monde du 4 x 400 m (2019)
Le 27 juillet 2019, Fred Kerley s'adjuge son deuxième titre national sur 400 m après 2017 en s'imposant lors des championnats des États-Unis à Des Moines. Il établit à cette occasion un nouveau record personnel en 43 s 64, devenant le 7e performeur mondial de tous les temps sur la distance. Sélectionné pour les championnats du monde 2019 à Doha, il décroche la médaille de bronze sur 400 m en 44 s 17, derrière Steven Gardiner et Anthony Zambrano, puis gagne la médaille d'or du relais 4 × 400 m aux côtés de Michael Cherry, Wil London et Rai Benjamin, dans le temps de 2 min 56 s 69.

### Vice-champion olympique sur 100 m (2021)
Aux sélections olympiques américaines se déroulant en juin 2021 à Eugene, Fred Kerley se classe deuxième du 100 m en 9 s 84, nouveau record personnel, et se qualifie sur la distance pour les Jeux, mais échoue à terminer aux trois premières places lors de l'épreuve du 200 m. Aux Jeux olympiques, à Tokyo en août, il décroche la médaille d'argent du 100 m en 9 s 84, nouveau record personnel, derrière l'Italien Marcell Jacobs qui établit un nouveau record d'Europe en 9 s 80. Sur 4 × 100 m, l'équipe des États-Unis composée de Trayvon Bromell, Fred Kerley, Ronnie Baker et Cravon Gillespie est éliminée dès les séries alors qu'elle figurait parmi les favorites de l'épreuve.
Plus tard dans la saison, il remporte le 100 m du Weltklasse Zurich et la Ligue de diamant 2021. Le 18 septembre à Nairobi, Kerley porte son record personnel sur 200 m à 19 s 76.

### Champion du monde du 100 m (2022)

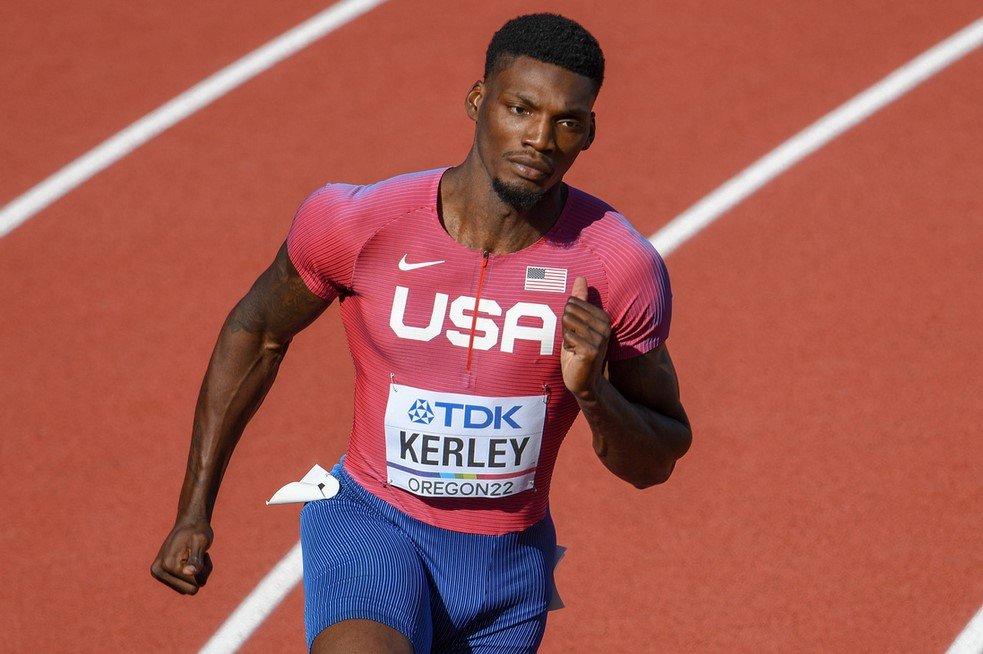
Fred Kerley lors des championnats du monde 2022.

Fred Kerley commence sa saison 2022 en signant un chrono en 44 s 47 sur 400 m, puis une meilleure performance mondiale de l'année en 9 s 99 sur 100 m et en 19 s 80 sur 200 m. Le 7 mai, à Nairobi, il termine deuxième du 100 m en 9 s 92, derrière le local kényan Ferdinand Omanyala (9 s 85). Lors des championnats des États-Unis disputés fin juin 2022 à Eugene, Fred Kerley porte son record personnel à 9 s 83 (+ 1,5 m/s) lors des séries, avant d'améliorer celui-ci en demi-finales en 9 s 76, meilleure performance mondiale de l'année, devenant le sixième meilleur performeur de tous les temps sur 100 m. Il remporte la finale le 24 juin 2022 dans le temps de 9 s 77.
De retour à Eugene pour les championnats du monde, l'Américain signe 9 s 79 en séries, le chrono le plus rapide de l'histoire des séries d'un grand championnat. En finale, Kerley s'adjuge le titre mondial en 9 s 86, avec deux centièmes d'avance sur ses compatriotes Marvin Bracy et Trayvon Bromell pour ce qui constitue le troisième triplé américain sur cette distance après 1983 et 1991. Dans l'épreuve du 200 m, Kerley ressent une crampe dans la dernière ligne droite et ne termine que 6e de sa série en 20 s 68. Blessé aux quadriceps, il renonce à participer au relais 4 × 100 m.

### Champion du monde du 4 x 100 m (2023)
L'année suivante aux Mondiaux de Budapest, Kerley est éliminé dès les demi-finales du 100 m après avoir terminé troisième de sa course en 10 s 02, un chrono insuffisant, pour un centième, pour faire partie des deux qualifiés pour la finale au temps. Il se console néanmoins avec le relais 4 x 100 m, où il glane la médaille d'or en compagnie de Noah Lyles, Christian Coleman et Brandon Carnes.

### Scandales
Kerley a été arrêté à Miami Beach le 2 janvier 2025, après qu'une confrontation avec la police a dégénéré en altercation physique. Les autorités ont diffusé des images de caméras corporelles montrant Kerley en train de se disputer avec des policiers près d'une scène de crime en cours sur la 9e Rue, où il a exprimé son inquiétude au sujet de son véhicule stationné. La police lui a ordonné de quitter les lieux, mais il a refusé, ce qui a donné lieu à une altercation,,.

## Palmarès

### International

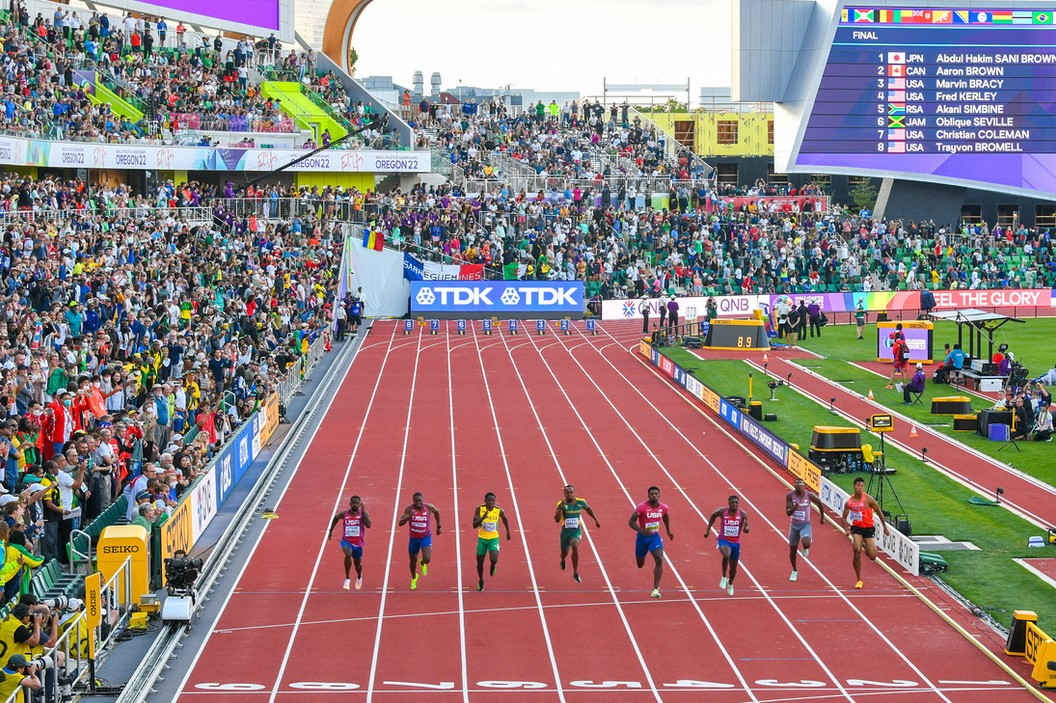
Fred Kerley (couloir n°4) lors de la finale du 100 m des championnats du monde 2022.

| Date | Compétition                    | Lieu             | Résultat | Épreuve   | Temps         |
| ---- | ------------------------------ | ---------------- | -------- | --------- | ------------- |
| 2016 | Championnats NACAC espoirs     | San Salvador     | 1er      | 4 × 400 m | 3 min 0 s 89  |
| 2017 | Championnats du monde          | Londres          | 7e       | 400 m     | 45 s 23       |
| 2017 | Championnats du monde          | Londres          | 2e       | 4 × 400 m | 2 min 58 s 61 |
| 2018 | Championnats du monde en salle | Birmingham       | 2e       | 4 × 400 m | 3 min 1 s 97  |
| 2018 | Ligue de diamant               | Ligue de diamant | 1er      | 400 m     | 44 s 80       |
| 2019 | Relais mondiaux de l'IAAF      | Yokohama         | finale   | 4 × 400 m | DQ            |
| 2019 | Ligue de diamant               | Ligue de diamant | 2e       | 400 m     | 44 s 46       |
| 2019 | Championnats du monde          | Doha             | 3e       | 400 m     | 44 s 17       |
| 2019 | Championnats du monde          | Doha             | 1er      | 4 × 400 m | 2 min 56 s 69 |
| 2021 | Jeux olympiques                | Tokyo            | 2e       | 100 m     | 9 s 84        |
| 2021 | Ligue de diamant               | Ligue de diamant | 1er      | 100 m     | 9 s 87        |
| 2022 | Championnats du monde          | Eugene           | 1er      | 100 m     | 9 s 86        |
| 2023 | Championnats du monde          | Budapest         | 1er      | 4 × 100 m | 37 s 38       |
| 2024 | Jeux olympiques                | Paris            | 3e       | 100 m     | 9 s 81        |

### National
- Championnats des États-Unis d'athlétisme
  - vainqueur du 100 m en 2022
  - vainqueur du 400 m en 2017 et 2019

## Records

### Records personnels
| Épreuve      | Temps               | Lieu            | Date              |              |
| En plein air | En plein air        | En plein air    | En plein air      | En plein air |
| ------------ | ------------------- | --------------- | ----------------- | ------------ |
| 100 m        | 9 s 76 (+ 1,4 m/s)  | Eugene          | 24 juin 2022      |              |
| 200 m        | 19 s 76 (+ 2,0 m/s) | Nairobi         | 18 septembre 2021 |              |
| 400 m        | 43 s 64             | Des Moines      | 27 juillet 2019   |              |
| 4 × 100 m    | 38 s 10             | Tokyo           | 5 août 2021       |              |
| 4 × 400 m    | 2 min 56 s 69       | Doha            | 6 octobre 2019    |              |
| En salle     |                     |                 |                   |              |
| 200 m        | 20 s 58             | Fayetteville    | 27 janvier 2017   |              |
| 400 m        | 44 s 85             | College Station | 11 mars 2017      |              |
| 4 × 400 m    | 3 min 1 s 97        | Birmingham      | 4 mars 2018       |              |

### Meilleures performances par année
| Année | Temps   | Date          | Lieu     | Rang |
| ----- | ------- | ------------- | -------- | ---- |
| 2016  | N/A     | N/A           | N/A      | N/A  |
| 2017  | N/A     | N/A           | N/A      | N/A  |
| 2018  | N/A     | N/A           | N/A      | N/A  |
| 2019  | N/A     | N/A           | N/A      | N/A  |
| 2020  | 11 s 05 | 15 août 2020  | Marietta |      |
| 2021  | 9 s 84  | 1er août 2021 | Tokyo    |      |
| 2022  | 9 s 76  | 24 juin 2022  | Eugene   |      |
| 2023  | 9 s 88  | 21 mai 2023   | Yokohama |      |

| Année | Temps   | Date              | Lieu    | Rang |
| ----- | ------- | ----------------- | ------- | ---- |
| 2016  | 20 s 61 | 19 mars 2016      | Tempe   |      |
| 2017  | 20 s 24 | 9 juillet 2017    | Londres |      |
| 2018  | 20 s 41 | 17 mars 2018      | Tempe   |      |
| 2019  | N/A     | N/A               | N/A     | N/A  |
| 2020  | N/A     | N/A               | N/A     | N/A  |
| 2021  | 19 s 76 | 18 septembre 2021 | Nairobi |      |
| 2022  | 19 s 80 | 16 avril 2022     | Walnut  |      |
| 2023  | 19 s 92 | 5 mai 2023        | Doha    |      |

| Année | Temps   | Date            | Lieu          | Rang |
| ----- | ------- | --------------- | ------------- | ---- |
| 2016  | 45 s 10 | 9 avril 2016    | Tempe         |      |
| 2017  | 43 s 70 | 26 mai 2017     | Austin        |      |
| 2018  | 44 s 33 | 31 mai 2018     | Rome          |      |
| 2019  | 43 s 64 | 27 juillet 2019 | Des Moines    |      |
| 2020  | N/A     | N/A             | N/A           | N/A  |
| 2021  | 44 s 60 | 28 mai 2021     | Doha          |      |
| 2022  | 44 s 47 | 5 mars 2022     | Saint Georges |      |
| 2023  | 44 s 65 | 11 mars 2023    | Sydney        |      |